# Athemistus approximatus
Athemistus approximatus är en skalbaggsart som beskrevs av Carter 1926. Athemistus approximatus ingår i släktet Athemistus och familjen långhorningar. Inga underarter finns listade.